# Lill-Rötjärnen
Lill-Rötjärnen är en sjö i Åsele kommun i Lappland och ingår i Gideälvens huvudavrinningsområde. Sjön har en area på 0,0588 kvadratkilometer och ligger 385,8 meter över havet. Sjön avvattnas av vattendraget Åtjärnsbäcken.

## Delavrinningsområde
Lill-Rötjärnen ingår i det delavrinningsområde (711817-159553) som SMHI kallar för Utloppet av Stor-Rötjärnen. Medelhöjden är 431 meter över havet och ytan är 3,43 kvadratkilometer. Det finns inga avrinningsområden uppströms utan avrinningsområdet är högsta punkten. Åtjärnsbäcken som avvattnar avrinningsområdet har biflödesordning 2, vilket innebär att vattnet flödar genom totalt 2 vattendrag innan det når havet efter 169 kilometer. Avrinningsområdet består mestadels av skog (87 procent). Avrinningsområdet har 0,2 kvadratkilometer vattenytor vilket ger det en sjöprocent på 5,8 procent.